# Prêmio Globo de Melhores do Ano de melhor jornalista
O Prêmio Globo de Melhores do Ano para Melhor Jornalista é um prêmio anual destinado ao melhor âncora da TV Globo. Entre 1995 e 2019, a premiação foi apresentada pelo apresentador Faustão durante o programa Domingão do Faustão, passando a ser realizada a partir de 2021 pelo programa Domingão com Huck sob a apresentação de Luciano Huck.

## História
Exclusivamente na edição de 2014, o título da categoria foi alterado para "Melhor Apresentador de Jornalismo".

## Vencedores e indicados
|  | Indica o/a vencedor(a) |

### Década de 2000
Fonte: 
| Ano              | Jornalista      | Telejornal |
| ---------------- | --------------- | ---------- |
| 2003             |                 |            |
| Ana Paula Padrão | Jornal da Globo |            |
| 2004             |                 |            |
| Fátima Bernardes | Jornal Nacional |            |
| Fátima Bernardes | Jornal Nacional | 2005       |
| Fátima Bernardes | Jornal Nacional | 2006       |
| Fátima Bernardes | Jornal Nacional | 2007       |
| Tadeu Schmidt    | Fantástico      |            |
| William Bonner   | Jornal Nacional |            |
| 2008             |                 |            |
| Patrícia Poeta   | Fantástico      |            |
| Fátima Bernardes | Jornal Nacional |            |
| Tadeu Schmidt    | Fantástico      |            |
| 2009             |                 |            |
| William Bonner   | Jornal Nacional |            |
| Patrícia Poeta   | Fantástico      |            |
| Tadeu Schmidt    | Fantástico      |            |

### Década de 2010
Fonte: 
| Ano                  | Jornalista      | Telejornal |
| -------------------- | --------------- | ---------- |
| 2010                 |                 |            |
| Tiago Leifert        | Central da Copa |            |
| Fátima Bernardes     | Jornal Nacional |            |
| William Bonner       | Jornal Nacional |            |
| 2011                 |                 |            |
| Fátima Bernardes     | Jornal Nacional |            |
| Patrícia Poeta       | Fantástico      |            |
| William Bonner       | Jornal Nacional |            |
| 2012                 |                 |            |
| Sandra Annenberg     | Jornal Hoje     |            |
| Patrícia Poeta       | Jornal Nacional |            |
| William Bonner       | Jornal Nacional |            |
| 2013                 |                 |            |
| William Bonner       | Jornal Nacional |            |
| Patrícia Poeta       | Jornal Nacional |            |
| Renata Vasconcellos  | Fantástico      |            |
| 2014                 |                 |            |
| Evaristo Costa       | Jornal Hoje     |            |
| Renata Vasconcellos  | Fantástico      |            |
| Sandra Annenberg     | Jornal Hoje     |            |
| 2015                 |                 |            |
| Renata Vasconcellos  | Jornal Nacional |            |
| Maria Júlia Coutinho | Jornal Nacional |            |
| Sandra Annenberg     | Jornal Hoje     |            |
| 2016                 |                 |            |
| Sandra Annenberg     | Jornal Hoje     |            |
| Ana Paula Araújo     | Bom Dia Brasil  |            |
| William Bonner       | Jornal Nacional |            |
| 2017                 |                 |            |
| Sandra Annenberg     | Jornal Hoje     |            |
| Renata Vasconcellos  | Jornal Nacional |            |
| William Bonner       | Jornal Nacional |            |
| 2018                 |                 |            |
| Sandra Annenberg     | Jornal Hoje     |            |
| Renata Vasconcellos  | Jornal Nacional |            |
| William Bonner       | Jornal Nacional |            |
| 2019                 |                 |            |
| Maria Júlia Coutinho | Jornal Hoje     |            |
| Renata Vasconcellos  | Jornal Nacional |            |
| Sandra Annenberg     | Jornal Hoje     |            |

### Década de 2020
Fonte: 
| Ano                  | Jornalista           | Telejornal           |
| -------------------- | -------------------- | -------------------- |
| 2020                 | Não houve premiação. | Não houve premiação. |
| 2021                 |                      |                      |
| Renata Vasconcellos  | Jornal Nacional      |                      |
| Maria Júlia Coutinho | Jornal Hoje          |                      |
| William Bonner       | Jornal Nacional      |                      |
| 2022                 |                      |                      |
| William Bonner       | Jornal Nacional      |                      |
| César Tralli         | Jornal Hoje          |                      |
| Renata Lo Prete      | Jornal da Globo      |                      |
| 2023                 |                      |                      |
| César Tralli         | Jornal Hoje          |                      |
| Maria Júlia Coutinho | Fantástico           |                      |
| Renata Vasconcellos  | Jornal Nacional      |                      |
| 2024                 |                      |                      |
| César Tralli         | Jornal Hoje          |                      |
| Maria Júlia Coutinho | Fantástico           |                      |
| William Bonner       | Jornal Nacional      |                      |

## Estatísticas e recordes
| Sub-categoria                                        | Melhor Jornalista |
| ---------------------------------------------------- | --- |
| Jornalista com mais prêmios                          | Fátima Bernardes (5), Sandra Annenberg (4), William Bonner (3), César Tralli (2)                                                                                            |
| Jornalistas com mais indicações                      | William Bonner (12), Fátima Bernardes (7), Sandra Annenberg (7), Renata Vasconcellos (8), Patricia Poeta (5), Maria Júlia Coutinho (5), Tadeu Schmidt (3), César Tralli (3) |
| Jornalista com mais indicações sem nunca ter ganhado | Tadeu Schmidt (3) |
| Telejornal com mais prêmios                          | Jornal Nacional (9), Jornal Hoje (8) |
| Telejornal com mais indicações                       | Jornal Nacional (27), Jornal Hoje (13), Fantástico (10), Jornal da Globo (2)                                                                                                |
| Jornalista mais jovem a ganhar                       | Tiago Leifert aos 30 anos (2010) |
| Jornalista mais jovem a ser indicado                 | Patrícia Poeta aos 32 anos (2008) |
| Jornalista mais velho a ganhar                       | William Bonner aos 59 anos (2022) |
| Jornalista mais velho a ser indicado                 | Renata Lo Prete aos 58 anos (2022) |